# 25 de julio
El 25 de julio es el 206.º (ducentésimo sexto) día del año en el calendario gregoriano y el 207.º en los años bisiestos. Quedan 159 días para finalizar el año.

## Acontecimientos
- 285: en Roma, el emperador Diocleciano designa a Maximiano como César codirigente.
- 306: Constantino I es proclamado emperador romano por sus tropas.
- 315: cerca del Coliseo, en la ciudad de Roma (Italia) se inaugura el Arco de Constantino para conmemorar la victoria de Constantino I sobre Majencio en el Ponte Milvio.
- 864: el Edicto de Pistres de Carlos el Calvo ordenanamiento medidas defensivas contra los vikingos.
- 1139: en el Baixo Alentejo (Portugal) los portugueses vencen a los almorávides en la batalla de Ourique y proclaman rey a Afonso Henriques, que cuatro años más tarde será reconocido como monarca de Portugal por Alfonso VII, emperador leonés.
- 1261: la ciudad de Constantinopla es recapturada por las fuerzas del Imperio de Nicea bajo las órdenes de Alejo Estrategópulos, restableciendo el Imperio bizantino.
- 1278: en Algeciras ―en el marco de la Reconquista española― el Emirato de Granada y la dinastía maránida vencen al reino de Castilla en la batalla de Algeciras.
- 1467: en Molinella, cerca de Bolonia (Italia) se libra la batalla de la Riccardina, que es la primera batalla en Italia en la que se usaron muchas armas de fuego.
- 1492: en Roma, según el cronista Stefano Infessura, el papa Inocencio VIII, enfermo, bebe la sangre de tres niños de diez años de edad; esto provoca la muerte de los niños por choque hemorrágico y posteriormente del papa. Algunos autores lo consideran el primer caso conocido de transfusión de sangre.[1] No obstante no hay pruebas de que este hecho haya ocurrido y suele considerarse que se trata de un relato tendencioso.[2][3]
- 1510: en la actual Libia (norte de África), la Armada Española conquista la villa de Trípoli.
- 1512: tropas castellanas, auspiciadas por Fernando el Católico y comandadas por Fadrique Álvarez de Toledo conquistan Pamplona.
- 1523: en la actual México, el conquistador español Gonzalo de Sandoval funda la villa de Colima.
- 1524: en la actual Guatemala, el conquistador español Pedro de Alvarado funda la aldea de Santiago de los Caballeros de Guatemala (actual Iximché (al sur de la ciudad de Tecpan Guatemala).
- 1526: desde España parte la expedición de García Jofre de Loaísa para asegurar el dominio español sobre las islas Molucas.
- 1531: en México se funda la aldea de Santiago de Querétaro.
- 1536: en la actual Colombia, el conquistador español Sebastián de Belalcázar funda la aldea de Santiago de Cali (actual ciudad de Cali, con tres millones de habitantes).
- 1540: en Perú, el explorador español Juan Pérez de Guevara funda la aldea Moyobamba por órdenes del conquistador español Alonso de Alvarado.
- 1547: en la actual Ecuador, el conquistador español Francisco de Orellana funda la aldea de Santiago de Guayaquil.
- 1553: en Argentina, el conquistador español Francisco de Aguirre funda la aldea de Santiago del Estero.
- 1554: en la catedral de Winchester, la reina inglesa María Tudor se casa con el futuro rey Felipe II de España.
- 1561: en Francia se publica el Edicto de julio, que prohíbe celebrar asambleas públicas o privadas y administrar los santos sacramentos fuera del método tradicional.
- 1567: en Venezuela, el conquistador español Diego de Losada funda la aldea de Santiago de León de Caracas.
- 1577: en Coahuila (México) se funda la Villa del Santiago de Saltillo (hoy Saltillo).
- 1581: en Lisboa (Portugal) entra solemnemente Felipe II de España y es coronado rey de Portugal.
- 1582: el marqués de Santa Cruz obtiene para España una decisiva victoria naval de la isla Terceira contra los partidarios de don Antonio, prior de Crato, autoproclamado rey de Portugal en contra de Felipe II.
- 1593: en Francia, Enrique IV decide abjurar del protestantismo para lograr el trono.
- 1609: el barco inglés Sea Venture, en ruta hacia la colonia de Virginia, es arrastrado hacia el sur por una tormenta. Los colonos fundan una nueva colonia en las islas Bermudas.
- 1643: El rey de España Felipe IV establece a Santiago como patrón de España y ordena que en esta fecha se haga una ofrenda anual de 1000 escudos al arzobispado de Santiago de Compostela.
- 1668: en Shandong (China) a las 20:00 hora local, un violentísimo terremoto de magnitud 8,5 en la escala sismológica de Richter deja un saldo de 47.615 víctimas (Ver Terremotos anteriores al siglo XX).
- 1693: en el actual estado de Nuevo León (México), el español Ignacio de Maya funda la aldea del Real Santiago de las Sabinas (actual Sabinas Hidalgo).
- 1788: en Viena (Austria), el compositor Wolfgang Amadeus Mozart completa su Sinfonía n.º 40 en sol menor (K550).
- 1792: en París se publica el Manifiesto de Brunswick, que promete venganza si algún miembro de la familia real fuera lastimado.
- 1794: en Francia es ejecutado en la guillotina el poeta André Chénier.
- 1797: las Milicias Canarias, bajo el mando del general Antonio Gutiérrez de Otero. rechazan victoriosamente el ataque de una potente flota británica mandada por Horatio Nelson, que pretendía apoderarse de Santa Cruz de Tenerife. En esta acción, Nelson pierde más de 300 soldados, y el brazo derecho.
- 1798: en El Cairo (Egipto) entra triunfante Napoleón Bonaparte.
- 1807: la población del Territorio de Tarija convocaron a un cabildo abierto donde proclamaron la autonomía del territorio dentro de la Corona de España e independencia del gobierno de Salta, por los conflictos en España dejarían al territorio a disposición de sus autoridades, logrando que el territorio de Tarija se constituya en una Gobernación del Virreinato del Río de la Plata, pero acatando en el ámbito religioso integrándose al obispado de Salta.[4]
- 1812: en San Mateo, el jefe de las fuerzas independentistas venezolanas, Francisco de Miranda, capitula ante el avance de las tropas realistas del general Monteverde.
- 1819: en las inmediaciones de Bonza (Boyacá) se libra la batalla del Pantano de Vargas. Simón Bolívar exclama la frase célebre "Coronel, salve usted a la Patria" provocando la derrota de las tropas realistas del general Barreiro y ocasionando la Batalla de Boyacá.
- 1824: en Costa Rica el Partido de Nicoya se anexa al territorio costarricense bajo su propia voluntad
- 1834: se decreta la exclusión de la sucesión a la Corona de España del pretendiente carlista Carlos María Isidro de Borbón.
- 1837: en Londres, William Cooke y Charles Wheatstone se demuestran por primera vez el uso comercial del telégrafo entre los barrios de Euston y Camden Town.
- 1851: en Ecuador, el general José María Urbina toma el poder y expide un decreto para manumitar a los esclavos. Un año más tarde, la Asamblea Constituyente ratificó el decreto y proveyó los fondos necesarios para la manumisión.
- 1853: en California es muerto Joaquín Murrieta, el famoso bandido californiano, conocido como el Robin Hood de El Dorado.
- 1855: unos 40 km al sureste de Montreaux (Suiza, 46°06′N 7°12′E / 46.1, 7.2) sucede un terremoto de magnitud 8,5 en la escala sismológica de Richter.
- 1866: El Tuerto de Pirón acomete su primer delito y comienza su vida de bandolero fuera de la ley.
- 1868: la región de Wyoming se convierte en territorio de los Estados Unidos.
- 1885: se establece la nueva diócesis de Madrid-Alcalá, creada por el Concordato de 1851.
- 1889: en La Gaceta de Madrid se publica la edición corregida del Código Civil.
- 1893: se inaugura el Canal de Corinto en el golfo de Corinto (Grecia).
- 1893: en Managua (Nicaragua), entran las tropas liberales del general José Santos Zelaya López, triunfando la Revolución Liberal que catorce días antes, el 11 de julio, había estallado en León.
- 1894: los japoneses abren fuego contra el buque de guerra chino Gaosheng. Comienza la primera Guerra Sino-Japonesa.
- 1898: después de dos meses de bombardeo desde el mar, las fuerzas estadounidenses al mando del general Nelson Miles invaden la isla de Puerto Rico por el puerto de Guánica, sin que las tropas españolas opongan demasiada resistencia.
- 1901: Emilio Aguinaldo, partidario de la independencia de Filipinas, encabeza una insurrección contra Estados Unidos.
- 1902: en Paraguay se funda el Club Olimpia.
- 1903: Perrin y Palacios son procesados por la representación de su revista satírica y política El Trueno Gordo.
- 1905: en Björkök, Guillermo II de Alemania y Nicolás II de Rusia firman un tratado.
- 1908: en Japón, el químico Kikunae Ikeda de la Universidad Imperial de Tokio descubre que el ingrediente clave de la sopa kombu es el glutamato monosódico y patenta un proceso para manufacturarlo. Se funda la empresa Ajinomoto.
- 1909: en Barcelona comienza la Semana Trágica.
- 1909: el pionero francés de la aviación Louis Bleriot, a bordo del biplano Bleriot XI, logra cruzar el Canal de la Mancha desde Calais hasta Dover en 37 minutos. Es el primer ser humano que atraviesa un cuerpo de agua en un artefacto más pesado que el aire (ya antes se había cruzado en globo aerostático).
- 1911: en la plaza de Córdoba, el torero Angelillo sufre una grave cogida.
- 1914: el Imperio austrohúngaro rompe relaciones diplomáticas con el Reino de Serbia. Tres días más tarde la invadirá, lo que desencadenará la Primera Guerra Mundial. El Imperio ruso hace saber que no tolerará ningún ataque contra la soberanía de Serbia.
- 1915: frente a las costas de Irlanda, submarinos alemanes hunden dos barcos mercantes estadounidenses.
- 1915: en la Primera Guerra Mundial, el capitán Lanoe Hawker, de las RFC se convierte en el primer aviador militar británico en obtener la Cruz de la Victoria, por derribar tres Luftstreitkräfte (aviones de observación biplazas alemanes) en un solo día, sobre el frente occidental.
- 1917: en Canadá, el primer ministro Robert Borden introduce el primer impuesto a las ganancias como una medida temporaria (la tasa más baja es de 4 % y la más alta es de 25 %).
- 1920: en Siria, el ejército francés captura Damasco.
- 1921: los restos mortales de El Cid Campeador son trasladados del Ayuntamiento a la Catedral de Burgos.
- 1921: en España se instaura la censura previa en los temas referentes a Marruecos.
- 1925: concluye con resultado satisfactorio la Conferencia franco-española de Madrid sobre Marruecos.
- 1925: en la Unión Soviética se funda la agencia TASS (Agencia de Telégrafos de la Unión Soviética).
- 1928: por real decreto se establece una lotería nacional para conseguir recursos destinados a la construcción de la Ciudad Universitaria de Madrid.
- 1932: la Unión Soviética y Japón firman un tratado de no agresión.
- 1934: en Viena (Austria), el canciller democrático austriaco Engelbert Dollfuss, muere asesinado durante un intento, abortado, de golpe de Estado de los nazis.
- 1936: España, Guerra Civil, Sale de Barcelona hacia el frente de Aragón la Columna Ascaso con unos 2000 milicianos.
- 1938: en el río Ebro (España) el Ejército republicano lanza una furiosa ofensiva contra los franquistas. Comienza la célebre batalla del Ebro.
- 1943: en Italia ―tras el desembarco aliado en Sicilia―, Benito Mussolini es derrocado por su propio Gran Concilio y encarcelado junto a sus colaboradores. Lo reemplaza Pietro Badoglio.
- 1944: la Segunda Guerra Mundial, se inicia la Operación Cobra. La División Panzer Lehr recibe la peor parte del ataque

Estados Unidos expulsó a unos 4000 nativos del atolón Bikini para detonar la bomba atómica Baker (1946).

- 1946: en la laguna de atolón Bikini (en medio del océano Pacífico), Estados Unidos hace detonar bajo el agua la bomba atómica Baker (la quinta detonación nuclear de la Historia humana, y la segunda después de los bombardeos atómicos sobre Hiroshima y Nagasaki en agosto de 1945). Debido a la cantidad de contaminación involuntaria, se considera el primer desastre nuclear. En 1968, Estados Unidos reinstalará en el atolón a 4000 nativos que habían vivido allí hasta 1946, pero debido a las enfermedades tendrá que volver a expulsarlos a otras islas más lejanas.
- 1946: se celebra la conferencia de Londres, un intento frustrado de los británicos de reunir a David Ben Gurión y a Hadj Amin para solucionar pacíficamente la convivencia entre judíos y palestinos.
- 1946: en el Club 500, en Atlantic City (Nueva Jersey), los actores Dean Martin y Jerry Lewis se presentan por primera vez como un dúo cómico.
- 1947: en Ecuador, el presidente José María Velasco Ibarra renuncia al cargo a favor del coronel golpista Mancheno.
- 1948: en Ecuador se inaugura la conferencia de Quito, en la que Colombia, Ecuador, Panamá y Venezuela estudian la manera de constituir una sola unidad política y económica.
- 1950: Walter Ulbricht es elegido secretario general del Partido Socialista Unificado de Alemania.
- 1952: se promulga la Constitución de Puerto Rico como Estado Libre Asociado de los Estados Unidos.
- 1953: en el macizo de Montserrat (España) un choque de tres trenes del ferrocarril de cremallera causa 6 muertos y 107 heridos.
- 1956: el transatlántico italiano SS Andrea Doria naufraga tras colisionar en medio de una densa niebla con el buque de bandera suiza MS Stockolm. Se hunde al día siguiente, y mueren 51 personas.
- 1957: en Túnez se proclama la república tras 250 años de monarquía.
- 1958: en Estados Unidos, Luz Marina Zuluaga es coronada como Miss Universo siendo la primera colombiana en ganar el certamen.
- 1958: en Cotonú se celebra el primer congreso del PRA (Partido de Reagrupamiento Africano).
- 1959: el hovercraft SR.N1 cruza el canal de la Mancha entre Calais (Francia) y Dover (Inglaterra) en dos horas.
- 1961: en un discurso, el presidente estadounidense John F. Kennedy amenaza que cualquier ataque sobre Berlín representaría un ataque contra la OTAN.
- 1965: en el Festival Folk de Newport el cantautor estadounidense Bob Dylan deja de tocar «acústico» y realiza una interpretación «eléctrica», dando un giro trascendental al rock y a la música folk. Nace el folk-rock.
- 1968: en la Ciudad del Vaticano, el papa Pablo VI publica la encíclica Humanae vítae.
- 1970: el Senado estadounidense examina los acuerdos con España y reduce la ayuda financiera para incrementar el apoyo en defensa.
- 1972: en Estados Unidos, el diario Washington Star devela el experimento Tuskegee: desde 1932 el Gobierno mantenía engañadas a 400 familias de Macon (Alabama), enfermas de sífilis, proveyéndoles placebos en lugar de tratamiento.
- 1973: la Unión Soviética lanza la sonda espacial Mars 5 hacia el planeta Marte.
- 1975: Turquía recupera el control de todas las bases estadounidenses para protestar contra el embargo de armas.
- 1975: en Guipúzcoa y Vizcaya (España) finaliza el estado de excepción.

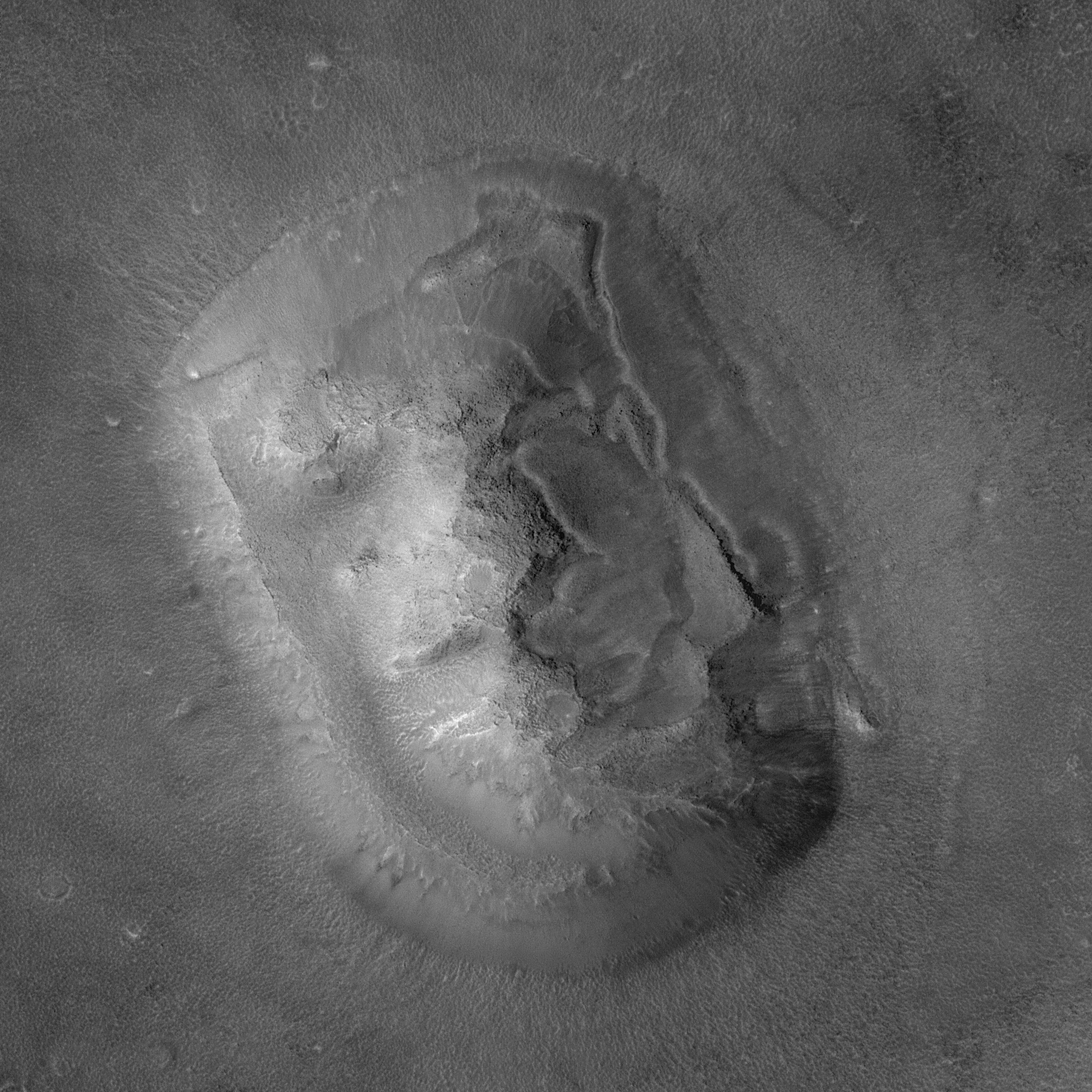
De acuerdo con el fenómeno de la pareidolia, esta montaña el planeta Marte parecía un rostro humano (la «cara de Marte»).

- 1976: la sonda espacial Viking 1, en órbita alrededor del planeta Marte a 1873 km de altura, fotografía una montaña (de 3 km de longitud por 1,5 km de anchura) en la región de Cidonia. Cuando se difunde esta y otras fotografías, el 31 de julio, el público afirma que se trata de la escultura extraterrestre de un rostro humano.
- 1977: se instituye el Día de la Patria Gallega.
- 1978: en un hospital de Inglaterra nace el primer «bebé probeta», Louise Brown.
- 1978: en Santiago de Compostela se concentran 40 000 personas en el Día Nacional Gallego.
- 1978: en el Cerro Maravilla (Puerto Rico) la policía de Puerto Rico asesina a dos jóvenes independentistas (Caso del Cerro Maravilla).
- 1979: en Nicaragua, la junta de gobierno revolucionaria nacionaliza la banca y las empresas financieras de capital somocista.
- 1979: Israel devuelve a Egipto 6000 hectáreas de la península del Sinaí.
- 1980: se publica Back in Black de la banda australiana de Hard Rock AC/DC. Se convertiría en el tercer álbum más vendido de la historia.
- 1980: en Honduras, la Asamblea nacional elige al general Policarpo Paz García, como presidente interino.
- 1982: en diez provincias españolas se decreta la "alerta roja" a causa de la sequía.
- 1984: la cosmonauta soviética Svetlana Savítskaya se convierte en la primera mujer que camina por el espacio.
- 1985: en Estados Unidos se publica que el actor Rock Hudson padece de sida.
- 1988: en Birmania dimite el general Ne Win, en el poder desde 1962.
- 1989: el diputado socialista español Enrique Barón es elegido presidente del Parlamento Europeo.
- 1991: en Santiago de Querétaro (México), el Gobierno de Guatemala y la guerrilla suscriben un acuerdo para lograr la democratización del país.
- 1992: en Madrid (España) el rey Juan Carlos I inaugura la Casa de América, en presencia de 19 jefes de Estado y de Gobierno.
- 1992: en el estadio olímpico de Barcelona se inauguran los XXV Juegos Olímpicos.
- 1993: Israel lanza un ataque masivo contra el Líbano ―la Operación Accountability (según Israel) o Guerra de los Siete Días (según los libaneses)―.
- 1993: en la ciudad sudafricana de Kenilworth (Ciudad del Cabo) sucede la masacre de la iglesia Saint James.
- 1993: el ciclista Miguel Induráin gana el Tour de Francia por tercer año consecutivo.
- 1993: Bolivia le quita el invicto histórico a Brasil en eliminatorias al Mundial de fútbol al vencer por 2 a 0.
- 1994: el rey Hussein de Jordania y el primer ministro israelí, Isaac Rabin, firman en Washington una reconciliación histórica que pone fin a 46 años de guerra entre los dos países.
- 1995: en la estación Saint Michel de la línea B del RER (red ferroviaria regional de París) explota un cilindro de gas. Mueren 8 personas y 80 quedan heridas.
- 1996: en Burundi, Pierre Buyoya depone a Sylvestre Ntibantunganya.
- 1996: en Los Realejos (islas Canarias) se celebra el quinto centenario de la erección de la Parroquia Matriz del Apóstol Santiago, que fue el primer templo cristiano en las islas, mandado a construir por el español Alonso Fernández de Lugo al darse por concluida la invasión de la isla el 25 de julio de 1496.
- 1998: al este de Argelia, el ejército mata a cien integristas dentro de la operación iniciada contra miembros del GIA (Grupo Islámico Armado).
- 2000: en Francia, un avión Concorde sufre un accidente (Vuelo 4590 de Air France). Mueren las 109 personas a bordo, y 4 en tierra.
- 2000: en la Cumbre de Paz de Camp David, apadrinada por el presidente de Estados Unidos Bill Clinton, palestinos e israelíes no alcanzan acuerdos sobre el futuro de la región.
- 2001: frente a la puerta de su casa, en Nueva Delhi (India) muere asesinada la diputada Phoolan Devi, la legendaria exdelincuente «reina de los bandidos», que se había convertido en parlamentaria.
- 2002: en Mánchester (Inglaterra) se inaugura el Etihad Stadium.
- 2002: en Asunción (Paraguay) el Club Olimpia celebra sus 100 años de vida institucional
- 2003: el presidente argentino Néstor Kirchner deroga el decreto que impedía la extradición de los torturadores de la dictadura militar.
- 2003: en los Campeonatos de Natación de Barcelona, el japonés Kosure Kitajima establece un nuevo récord mundial en los 100 metros braza (59,78 s).
- 2004: el CES (Centro Económico y Social) advierte que los planes del Gobierno español para cumplir con el Protocolo de Kioto pueden afectar negativamente al empleo.
- 2004: Portugal solicita ayuda internacional para controlar los incendios que devastan el país.
- 2004: más de 100.000 israelíes se manifiestan contra el plan de Ariel Sharón de retirarse de la franja de Gaza.
- 2004: un accidente ferroviario se cobra 14 víctimas en Turquía.
- 2004: el Grupo Santander formaliza una oferta para adquirir el Abbey National Bank; sexto banco británico.
- 2005: en las calles de Manila decenas de miles de filipinos exigen la dimisión de la presidenta Gloria Macapagal-Arroyo.
- 2007: en la India, Pratibha Patil se convierte en la primera presidenta mujer.
- 2009: en la Región Autónoma del Kurdistán (en Irak) se celebran elecciones regionales. En los comicios se eligen el presidente de la Región Autónoma kurda (por voto directo) y el Parlamento regional; las elecciones son otro hito importante en el proceso de normalización y pacificación de Irak, y son importantes para definir las relaciones entre la comunidad kurda y el resto del país.
- 2010: WikiLeaks publica los documentos secretos sobre la Guerra de Afganistán, una de las filtraciones más grandes en la historia militar de Estados Unidos.
- 2018: se producen los atentados de As-Suwayda, una serie de ataques terroristas del Estado Islámico en dicha gobernación, dentro de Siria. Fue el peor atentado del año, dejó 315 muertos (entre ellos 7 terroristas suicidas y otros 56 asesinados) y más de 200 heridos.
- 2022: Despegan desde Reino Unido los aviones E-3 Sentry adquiridos por la Fuerza Aérea de Chile hacia este país

## Nacimientos
- 1016: Casimiro I, aristócrata polaco (f. 1058).
- 1109: Alfonso I de Portugal, rey portugués (f. 1185).
- 1336: Alberto I de Baviera, aristócrata de la familia Wittelsbach (f. 1404).
- 1562: Katō Kiyomasa, guerrero japonés (f. 1611).
- 1653: Agostino Steffani, diplomático italiano (f. 1728).
- 1657: Philipp Heinrich Erlebach, compositor alemán (f. 1714).
- 1658: Archibald Campbell, aristócrata y canciller escocés (f. 1703).
- 1734: Ueda Akinari, escritor japonés (f. 1809).
- 1750: Henry Knox, militar estadounidense (f. 1806).
- 1753: Santiago de Liniers, militar y virrey del Río de la Plata (f. 1810).
- 1782: Mariano Boedo, abogado y político argentino (f. 1819).
- 1788: Santiago Mariño, militar venezolano (f. 1854).
- 1797: Francisco Javier Echeverría, político mexicano (f. 1852).
- 1808: Johann Benedict Listing, matemático alemán (f. 1882).
- 1822: Santiago Arcos Arlegui, político y periodista chileno (f. 1874).
- 1833: Mariano Casanova, arzobispo católico chileno (f. 1908).
- 1842: Mariano de la Bárcena, botánico, naturalista e ingeniero mexicano (f. 1901).
- 1844: Thomas Eakins, artista estadounidense (f. 1916).
- 1848: Arthur Balfour, político conservador británico, primer ministro (f. 1930).
- 1853: Manuel Florencio Mantilla, jurista y político argentino (f. 1909).
- 1853: David Belasco, dramaturgo estadounidense (f. 1931).
- 1874: Jaime Mendoza Gonzáles, médico, poeta, filántropo, escritor y geógrafo boliviano (f. 1939).
- 1878: José Betinotti, músico y payador argentino (f. 1915).
- 1880: Giuseppe Moscati, santo, médico, investigador científico y profesor universitario italiano, reconocido por su trabajo pionero en la bioquímica fisiológica y por su piedad.  (f. 1927).
- 1880: Benito Lynch, escritor argentino (f. 1951).
- 1883: Alfredo Casella, compositor, director de orquesta y pianista italiano (f. 1947).
- 1884: Giuseppe Enzo Baglioni,  grabador, pintor e ingeniero italiano (f. 1945).
- 1886: Gonzalo Rodríguez Lafora, neurólogo y psiquiatra español (f. 1971).
- 1892: José Monegal, escritor y periodista uruguayo (f. 1968).
- 1893: Dorothy Dickson, actriz y cantante estadounidense (f. 1995)
- 1894: Walter Brennan, actor y cantante estadounidense, ganador de tres premios Óscar (f. 1974).
- 1894: Gavrilo Princip, anarquista serbio-bosnio que mató al príncipe Franz Ferdinand de Austria (f. 1918).
- 1895: Yvonne Printemps, actriz francesa (f. 1977).
- 1896: Josephine Tey, escritora británica (f. 1952).
- 1898: Camilo Daza, primer colombiano en pilotar un avión (f. 1975).
- 1900: Enrique Amorim, escritor uruguayo (f. 1960).
- 1901: Lila Lee, actriz estadounidense (f. 1973).
- 1902: Eric Hoffer, escritor y filósofo estadounidense (f. 1983).
- 1905: Elías Canetti, escritor búlgaro-británico, premio nobel de literatura de 1981 (f. 1994).
- 1905: Matías Vega Guerra, político español (f. 1989).
- 1906: Manuel Díez-Alegría, militar español (f. 1987).
- 1907: Johnny Hodges, saxofonista y clarinetista estadounidense (f. 1970).
- 1908: Jack Gilford, actor estadounidense (f. 1990).
- 1908: Luce Fabbri, anarquista italo-uruguaya (f. 2000).
- 1909: Gianandrea Gavazzeni, director de orquesta y músico italiano (f. 1996).
- 1914: Woody Strode, actor estadounidense (f. 1994).
- 1914: Pável Dubinda, militar soviético, Héroe de la Unión Soviética (f. 1992)
- 1915: Joseph P. Kennedy, Jr., aviador estadounidense  (f. 1944).
- 1920: Carlos Alconada Aramburú, político radical argentino, ministro de la dictadura (f. 2003).
- 1920: Jean Carmet, actor francés (f. 1994).
- 1920: Rosalind Franklin, bióloga molecular británica (f. 1958).
- 1921: Lionel Terray, montañista francés (f. 1965).
- 1921: Paul Watzlawick, psicoterapeuta austriaco (f. 2007).

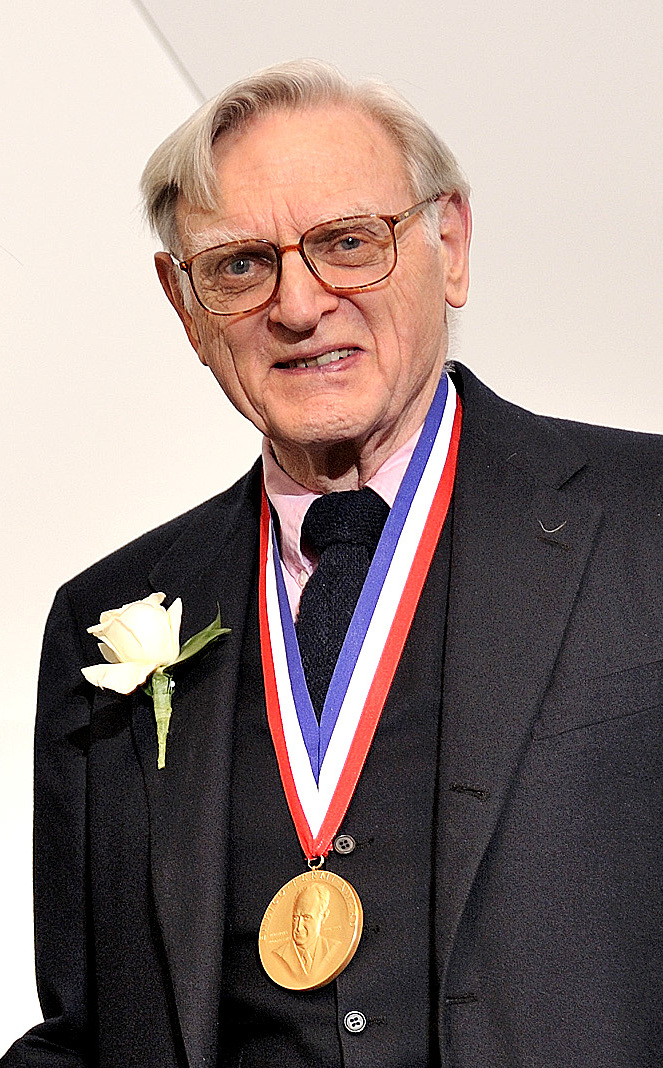
John B. Goodenough

- 1922: John B. Goodenough, físico alemán-estadounidense, premio nobel de física en 2019 (f. 2023).
- 1922: Elisa Christian Galvé, actriz argentina (f. 2000).
- 1923: Estelle Getty, actriz estadounidense (f. 2008).
- 1923: María Gripe, escritora sueca (f. 2007).
- 1924: Luis Suárez Fernández, historiador español.
- 1925: Jerry Paris, actor estadounidense (f. 1986).
- 1927: Carlos Romero Galiana, médico y molinólogo español (f. 2008).
- 1928: Dolphy, actor, cantante y productor filipino (f. 2012).
- 1929: Alba Castillo, actriz argentina (f. 2013).
- 1930: Maureen Forrester, contralto canadiense (f. 2010).
- 1930: Annie Ross, cantante británica de jazz (f. 2020).
- 1933: Laly Soldevila, actriz española (f. 1979).
- 1934: Don Ellis, trompetista estadounidense (f. 1978).
- 1934: Claude Zidi, director y guionista francés.
- 1935: Barbara Harris, actriz y cantante estadounidense (f. 2018).
- 1935: Adnan Khashoggi, empresario árabe (f. 2017).
- 1935: Santiago Marraco, político español.
- 1935: Lars Werner, político sueco (f. 2013).
- 1936: Gerry Ashmore, piloto de automovilismo británico (f. 2021).
- 1936: Glenn Murcutt, arquitecto australiano.
- 1937: Colin Renfrew, arqueólogo británico.
- 1940: Sergio Faraco, escritor y traductor brasileño.
- 1941: Raúl Ruiz, cineasta chileno (f. 2011).
- 1941: Nate Thurmond, baloncestista estadounidense (f. 2016).
- 1942: Bruce Woodley, cantante, compositor y guitarrista australiano, de la banda The Seekers.
- 1943: Jim McCarty, cantante y baterista británico, de la banda The Yardbirds.
- 1943: Erika Steinbach, política alemana.
- 1945: Juan Carlos Cárdenas, futbolista argentino.
- 1945: Ventura Pons, cineasta español.
- 1946: José Areas, baterista nicaragüense, de la banda Santana.
- 1946: Rita Marley, cantante cubana.
- 1947: Gabriel Parra, baterista chileno, de la banda Los Jaivas (f. 1988).
- 1947: Adolfo Rodríguez Saá, político argentino, presidente en 2001.
- 1948: José María Benegas, dirigente socialista español.
- 1948: Zipacná de León, artista guatemalteco (f. 2002).
- 1951: Verdine White, bajista estadounidense, de la banda Earth, Wind and Fire.
- 1952: Eduardo Souto de Moura, arquitecto portugués.
- 1952: Huang Wenyong, actor malayo-singapureano (f. 2013).
- 1953: Margarita Isabel, actriz mexicana (f. 2017).
- 1953: Robert Zoellick, banquero estadounidense, expresidente del Banco Mundial.
- 1954: Santiago Auserón, músico español, de las bandas Radio Futura y Juan Perro.
- 1954: Lynne Frederick, actriz británico-estadounidense (f. 1994).
- 1954: Walter Payton, futbolista estadounidense (f. 1999).
- 1955: Iman, modelo somalí.
- 1956: Frances Arnold, científica estadounidense.
- 1957: Steve Podborski, esquiador canadiense.
- 1958: Alexei Filippenko, astrofísico y educador estadounidense.
- 1958: Thurston Moore, cantante, compositor, guitarrista y productor estadounidense, de las bandas Sonic Youth y Ciccone Youth.
- 1959: Anatoly Onoprienko, asesino ucraniano (f. 2013).
- 1959: Nicanor Vélez, poeta colombiano (f. 2011).
- 1963: Julian Hodgson, ajedrecista británico.
- 1964: Anne Applebaum, periodista y escritora estadounidense.
- 1965: Illeana Douglas, actriz, directora, productora y guionista estadounidense.
- 1966: Ricardo López, boxeador mexicano.
- 1966: Jaume Fort, jugador y entrenador español de balonmano.
- 1967: Matt LeBlanc, actor y productor estadounidense.
- 1969: Jon Barry, baloncestista y comentarista deportivo estadounidense.
- 1970: Jorge Javier Vázquez, presentador de televisión español.
- 1971: Tracy Murray, baloncestista estadounidense.
- 1973: David Denman, actor estadounidense.
- 1973: Mauricio Aspe, actor mexicano.
- 1973: Dani Filth, cantante, compositor y actor británico, de la banda Cradle of Filth.
- 1973: Kevin Phillips, futbolista británico.
- 1973: Igli Tare, futbolista albanés.
- 1973: Guillermo Mota, beisbolista dominicano.
- 1973: Zé María, futbolista brasileño.
- 1974: Kenzo Suzuki, luchador profesional japonés.
- 1974: Lauren Faust, animador estadounidense.
- 1974: Paul Epworth, músico, compositor y productor discográfico británico.
- 1975: Jody Craddock, futbolista británico.
- 1975: Jean-Claude Darcheville, futbolista francés.
- 1975: El Zorro, luchador mexicano.
- 1976: Tera Patrick, actriz porno estadounidense.
- 1976: Javier Vázquez, beisbolista puertorriqueño.
- 1977: Kenny Thomas, baloncestista estadounidense.
- 1978: Louise Brown, primera niña probeta, personalidad británica.
- 1978: Paco Peña (Francisco Peña Romero), futbolista español.
- 1978: Carmen Gloria Bresky, actriz chilena
- 1979: Margarita Magaña, actriz mexicana.
- 1979: Juan Pablo Di Pace, actor argentino.
- 1980: Diam's, cantante francés de rap.
- 1980: Samuel Sheinbein, asesino estadounidense-israelí (f. 2014).
- 1980: Toni Vilander, piloto de carreras finlandés.
- 1981: Conor Casey, futbolista estadounidense.
- 1981: Konstantinos Charalambidis, futbolista chipriota.
- 1981: Fergal Devitt, luchador profesional irlandés.
- 1982: Brad Renfro, actor estadounidense (f. 2008).
- 1983: Nenad Krstić, baloncestista serbio.
- 1984: Loukas Mavrokefalidis, baloncestista griego.
- 1984: Shotta, rapero español.
- 1985: James Lafferty, actor estadounidense.
- 1985: Nelson Piquet, Jr., piloto brasileño de automovilismo.
- 1985: Hugo Rodallega, futbolista colombiano.
- 1985: Shantel VanSanten, actriz y modelo estadounidense.
- 1986: Barbara Meier, modelo alemana.
- 1986: Hulk, futbolista brasileño.
- 1987: Michael Welch, actor estadounidense.
- 1988: Sarah Geronimo, cantante, compositora, bailarina y actriz filipina.
- 1988: Heather Marks, modelo canadiense.
- 1988: Paulinho, futbolista brasileño.
- 1988: Anthony Stokes, futbolista irlandés.
- 1989: Andrew Caldwell, actor estadounidense.
- 1990: Carlos Carbonero, futbolista colombiano.
- 1990: Wakaso Mubarak, futbolista ghanés.
- 1993: Karol Mészáros, futbolista eslovaco.
- 1994: Alexandra Huynh, futbolista australiana.
- 1994: Jordan Lukaku, futbolista belga.
- 1994: Keishi Kusumi, futbolista japonés.
- 1994: John Karayiannis, cantante greco-chipriota.
- 1996: Emily Boyd, futbolista estadounidense.
- 1997: Julián Barajas, futbolista mexicano.
- 1998: Jesper Karlsson, futbolista sueco.
- 1998: Alexander Konychev, ciclista italiano.
- 1999: Milutin Osmajić, futbolista montenegrino.
- 2000: Meg Donnelly, actriz y cantante estadounidense.
- 2000: Mason Cook, actor y modelo estadounidense.
- 2000: Zhang Hao, integrante de Zerobaseone.

## Fallecimientos
- 306: Constancio Cloro, emperador romano (n. 250).
- 851: Teodomiro, mártir mozárabe, natural y patrón de la ciudad de Carmona.
- 1409: Martín el Joven, rey siciliano (n. 1374).
- 1471: Thomas à Kempis, sacerdote y místico alemán (n. 1380).
- 1472: Carlos de Artois, aristócrata y militar francés (n. 1394).
- 1492: Inocencio VIII (Giovanni Battista Cybo), papa italiano (n. 1432).
- 1564: Fernando I de Habsburgo, emperador alemán (n. 1503).
- 1572: Isaac Luria, rabino y místico otomano (n. 1534).
- 1608: Pomponio Nenna, compositor italiano (n. 1556).
- 1616: Andreas Libavius, físico y químico alemán (n. 1550).
- 1790: Johann Bernhard Basedow, educador y reformador alemán (n. 1723).
- 1790: William Livingston, político estadounidense, gobernador de Nueva Jersey entre 1776 y 1990 (n. 1723).
- 1794: André Chénier, poeta francés (n. 1762).
- 1834: Samuel Taylor Coleridge, poeta, crítico y filósofo británico (n. 1772).
- 1835: Tomás Espora, marino, militar y corsario, que alcanzó el rango de coronel de marina, que actuó en las guerras de la Independencia y en la del Brasil. Fue el primer marino argentino en dar la vuelta al mundo (n. 1800).
- 1842: Dominique-Jean Larrey, cirujano francés (n. 1766).
- 1843: Charles Macintosh, inventor y químico escocés (n. 1766).
- 1853: Joaquín Murrieta, criminal mexicano (n. 1829).
- 1854: José Lino Matute, político hondureño, presidente de su país (n. 1780).
- 1863: El Pípila, insurgente mexicano (n. 1782).
- 1887: John Taylor, líder mormón estadounidense (n. 1808).
- 1898: Nikolái Sverchkov, pintor ruso (n. 1817).
- 1912: Fernando Álvarez de Sotomayor y Flores, militar e inventor español (n. 1844).
- 1918: Carlos Guido Spano, poeta argentino (n. 1827).
- 1933: Gustav Embden, bioquímico alemán (n. 1874).
- 1934: Engelbert Dollfuß, canciller austriaco, asesinado por los nazis (n. 1892).
- 1934: Néstor Majnó, anarquista ucraniano (n. 1889).
- 1935: Basilio Vadillo, político mexicano (n. 1885).
- 1943: Tomás Rueda Vargas, escritor y educador colombiano (n. 1879).
- 1949: Guillermo Tell Villegas Pulido, periodista y político venezolano (n. 1854).
- 1959: Wolfram Hirth, piloto e ingeniero aeronáutico alemán (n. 1900).
- 1963: Ugo Cerletti, neurólogo italiano (n. 1877).
- 1966: Frank O'Hara, poeta estadounidense (n. 1926).
- 1968: Daniel Rubi Sánchez, arquitecto español (n. 1883).
- 1969: Otto Dix, pintor alemán (n. 1891).
- 1972: Américo Castro, historiador español (n. 1885).
- 1980: Vladímir Vysotski, poeta, cantante y actor ruso (n. 1938).
- 1982: Hal Foster, dibujante estadounidense de cómic (n. 1892).
- 1984: Big Mama Thornton, cantante, baterista y compositora estadounidense (n. 1926).
- 1984: José Mauro de Vasconcelos, escritor brasileño (n. 1920).
- 1985: Santiago Montero Díaz, historiador español (n. 1911).
- 1986: Vincente Minnelli, cineasta estadounidense (n. 1903).
- 1988: Josep Raich, futbolista español (n. 1913).
- 1988: Judith Barsi, actriz infantil estadounidense, asesinada (n. 1978).
- 1989: Steve Rubell, propietario del night club Studio 54 (n. 1943).
- 1990: Alfredo Pián, piloto de automovilismo argentino (n. 1912).
- 1991: Lázar Kaganóvich, político soviético (n. 1893).
- 1991: Román Perpiñá Grau, economista español (n. 1902).
- 1991: Eduardo de Guzmán, escritor español (n. 1908).
- 1992: Alfred Drake, actor y cantante estadounidense (n. 1914).
- 1992: Clemente Vargas Jr., locutor y disc jockey de radio venezolano (n. 1935).
- 1995: Toru Kumon, matemático japonés (n. 1914).
- 1995: Osvaldo Pugliese, pianista, director de orquesta y compositor argentino (n. 1905).
- 1997: Ben Hogan, golfista estadounidense (n. 1912).
- 1998: Tal Farlow, guitarrista estadounidense de jazz (n. 1921).
- 1998: Evangelos Papastratos, empresario griego, cofundador de la empresa de cigarros Papastratos (n. 1910).
- 2001: Phoolan Devi, política india (n. 1963).
- 2001: Carmen Portinho, ingeniera civil, urbanista y feminista brasileña (n. 1903).
- 2002: Guillermo Borda, renombrado jurista argentino dedicado principalmente al estudio del Derecho Civil. Además de ministro del Interior y ministro de la Corte Suprema de Justicia (n. 1914).
- 2002: Abdel Rahman Badawi, filósofo y poeta egipcio (n. 1917).
- 2002: Rudi Dornbusch, economista alemán (n. 1942).
- 2003: Ludwig Bölkow, ingeniero aeronáutico alemán (n. 1912).
- 2003: Erik Brann, cantante y guitarrista estadounidense, de la banda Iron Butterfly (n. 1950).
- 2003: John Schlesinger, cineasta británico (n. 1926).
- 2005: Albert Mangelsdorff, trombonista alemán de jazz (n. 1928).
- 2006: Carl Brashear, maestro de buceo y militar estadounidense (n. 1931).
- 2007: Bernd Jakubowski, futbolista alemán (n. 1952).
- 2007: Jesse Marunde, strongman y halterófilo estadounidense (n. 1979).
- 2008: Randy Pausch, profesor estadounidense de informática (n. 1960).
- 2009: Harry Patch, soldado supercentenario británico (n. 1898).
- 2010: Vasco de Almeida e Costa, militar portugués, primer ministro en 1976 (n. 1932).
- 2010: José Antonio Corrales, arquitecto español (n. 1921).
- 2010: José Segú, ciclista español (n. 1935).
- 2011: Michael Cacoyannis, cineasta y guionista chipriota (n. 1922).
- 2012: Franz West, pintor y escultor austriaco (n. 1947).
- 2013: Steve Berrios, baterista estadounidense (n. 1945).
- 2013: Hugh Huxley, biólogo británico-estadounidense (n. 1924).
- 2013: Bernadette Lafont, actriz francesa (n. 1938).
- 2013: Kongar-ol Ondar, cantante ruso (n. 1962).
- 2013: Juan David Ochoa Vásquez, narcotraficante colombiano (n. 1946).
- 2018: Sergio Marchionne, empresario italiano (n. 1952).
- 2019: Béji Caïd Essebsi, político y abogado tunecino, presidente de Túnez entre 2014 y 2019 (n. 1926).
- 2020: John Saxon, actor estadounidense (n. 1935).
- 2020: Juan Carlos Ricci, actor y director argentino (n. 1950).
- 2020: Peter Green, guitarrista británico, de la banda Fleetwood Mac (n. 1946).
- 2020: Manolo Juárez, pianista, músico, compositor, arreglador y docente argentino (n. 1937).
- 2021: Claudio Valdés, cantante gitano chileno (n. 1992).
- 2022: Paul Sorvino, actor estadounidense (n. 1939).
- 2022: Yōko Shimada, actriz japonesa de cine y televisión (n. 1953).
- 2023: Augusto Ferrero Costa, jurista y político peruano (n. 1944).

## Celebraciones
- Día Mundial para la Prevención de los Ahogamientos.

- Día Mundial de la Mujer Afrodescendiente.[5]

- Día Internacional para el Bienestar Judicial.
El 4 de marzo de 2025, la Asamblea General de la ONU adoptó por abrumadora mayoría la resolución A/RES/79/266, proclamando el 25 de julio de cada año como el Día Internacional para el Bienestar Judicial.

- Cultura maya: Día sin tiempo.[6]

 Por países
(Por orden alfabético)
- Argentina:
  -  Ejército Argentino: 
    - Día de la Especialidad de Conductores Motoristas.[7]
Creación: 25 de julio de 1938 (87 años).

  -  Misiones: 
    - Aniversario de Bomberos de la Policía de Misiones.[8]
Creación: 25 de julio de 1930 (95 años).

- Chile: 
  - Día del Baterista y Percusionista.

- Costa Rica:
  - Anexión del Partido de Nicoya.

- Colombia:
  - Fundación de la ciudad de Santiago de Cali.
  - Día Departamental del Llanero en Arauca.

- Ecuador:
  - Fundación de la ciudad de Santiago de Guayaquil por Francisco de Orellana en 1547.

- México:
  - Aniversario de Saltillo.
  - Aniversario de Querétaro.

- Puerto Rico:
  - Día Nacional de Puerto Rico.

- República Dominicana:
  - Día del río Yaque del Norte.

- Venezuela:
  - Fundación de la ciudad de Santiago de León de Caracas por don Diego de Losada en 1567.

### Santoral católico
- Santiago el Mayor, apóstol, patrono de España.[9]
- Santa Carmen Sallés.
- San Cucufato.
- Santa Glodesindis.
- San Magnerico de Tréveris.
- Santa Olimpíada de Nicomedia.
- San Teodomiro de Córdoba.
- Beato Antonio Lucci de Bobino.
- Beato Juan Soreth.
- Beata María Teresa Kowalska.
- Beato Miguel Ludovico Brulard.
- Beato Pedro de Mogliano Corradini.

 Por países
(Por orden alfabético)
- Argentina:
  - Provincia de Mendoza: 
    - Fiesta patronal y Feriado provincial no laborable en honor de Santiago Apóstol.[9]

- Bolivia:
  - Toro Toro: 
    - Fiesta Patronal, en conmemoración al Tata Santiago.[9]

- España:
  - Fiesta patronal, en honor de Santiago Apóstol.[9]
  - Galicia: Día Nacional de Galicia.
  - Cebrecos (Burgos): Santiago y Santa Ana.
  - La Solana (Ciudad Real): Santiago y Santa Ana.
  - Granátula de Calatrava (Ciudad Real): Santiago, Santa Ana y San Pantaleón.
  - Navezuelas: Santiago Apóstol.
  - Vitoria: Día del Blusa.

- Guatemala:
  - San Cristóbal Verapaz: 
    - Fiesta patronal, en honor a Cristóbal de Licia y Santiago Apóstol.[9]

  - Antigua Guatemala: 
    - Fiesta Patronal, en honor a Santiago Apóstol.

- Perú:
  - Fiesta patronal, en honor de Santiago Apóstol.[9]